# Vincent Bloch
Pour les articles homonymes, voir Bloch.
Vincent Bloch, né le 27 juin 1975,  est un sociologue et anthropologue français, chercheur associé au Centre d'études sociologiques et politiques Raymond Aron, de l’École des hautes études en sciences sociales.

## Formations et domaines d'études
Il est diplômé de l’Institut d'études politiques de Paris en 1997. Il obtient un master en anthropologie en 1999, il est docteur en sociologie en 2012 (EHESS).
Ses domaines de recherches portent sur la « sociologie politique, anthropologie des normes, histoire sociale, théorie politique. » ; l’Amérique latine et les Caraïbes (Cuba, le régime politique cubain depuis 1959, les migrants cubains, ainsi que les déplacés internes en Colombie).

## Points de vue
Vincent Bloch, auteur de Cuba, un univers totalitaire, y indique qu': « au nom d'une moralité confuse et incertaine, les hippies, les homosexuels, les témoins de Jéhovah, les artistes idéologiquement diversionnistes sont envoyés dans les Umap ».

## Lectures critiques

### Cuba, une révolution(2016)
Concernant le livre Cuba, une révolution, le journaliste du Monde Paulo A. Paranagua indique que Vincent Bloch précise les origines du régime castriste instauré en 1959. 
Le sociologue Gilles Bataillon, spécialiste de l'Amérique latine contemporaine, considère que Vincent Bloch rompt  avec les clichés habituels sur Cuba. Après une intense étude de terrain, Vincent Bloch base son analyse avec deux questions principales. D'une part qu'est ce qu'un régime politique et d'autre part la définition d'un régime totalitaire.
L'historien Jean-Guillaume Lanuque rapporte qu'un des intérêts de l'étude de Vincent Bloch « c’est de remonter loin en amont, afin d’appréhender la révolution de 1959 dans la longue durée, dominée par un sentiment de frustration nationale ».

### Cuba, un régime au quotidien(2011)
Pour l'ouvrage collectif Cuba, un régime au quotidien dirigé par Vincent Bloch et Philippe Létrillart, l'universitaire Romy Sánchez Villar indique l'« alternance entre photographie contemporaine et retour sur le passé de la Révolution qui fait la valeur de l’ouvrage et le rend relativement inclassable : histoire, sociologie, anthropologie, analyse politique et essai littéraire ; toutes les formes se conjuguent pour expliquer la complexité cubaine ». À propos de l'article de Vincent Bloch, elle indique que le sociologue présente une « proposition conceptuelle qu’est le paradigme de la lutte en tant que clé de lecture pour analyser l’expérience révolutionnaire ». 
Pour Paulo A. Paranagua, journaliste du Monde, l'immersion de Vincent Bloch dans la société cubaine lui permet de « dégager une analyse novatrice des ressorts de domination et des stratégies de survie des Cubains. Son approche cerne au plus près l'ambiguïté de l'adhésion au castrisme, depuis les années 1960 de forte mobilisation jusqu'à la "période spéciale", la crise ouverte par l'effondrement de l'Union soviétique ». 
L'historien cubain résidant au Mexique Rafael Rojas Gutiérrez (es) estime que si l'ouvrage ne présente pas la solution à la crise cubaine, il présente la « cartographie ouverte, inachevée, d’un ensemble de sujets culturels et politiques, tout comme les preuves rassemblées de l’émergence d’une nouvelle citoyenneté au milieu de cette crise, nouvelle citoyenneté que les institutions actuelles de l’État sont incapables de représenter équitablement ».

### La Lutte. Cuba après l’effondrement de l’URSS (2018)
Le journaliste du Monde Paulo A. Paranagua évoque « un récit à la Balzac, méticuleux et passionnant, sur les intrigues et les stratagèmes déployés par les Cubains » afin d'échapper à la famine.
Pour la chercheuse Romy Sánchez l’ouvrage révèle la « complexité cubaine sans renoncer à affronter la question du totalitarisme ».

## Récompenses
- Pour sa thèse de doctorat en sociologie intitulée Le joug de la lucha. L'ancrage socio-historique du régime castriste, de 1959 à nos jours, élaborée sous la co-direction de Gilles Bataillon et de Daniel Pécaut[1].
  - Lauréat 2012 du Prix de la meilleure thèse de l'École des hautes études en sciences sociales.
  - Co-Lauréat 2012 du Prix Raymond Aron,

## Publications

### Ouvrages
- Cuba, une révolution. Éditions Vendémiaire, collection « Chroniques », Paris, 2016, 448 pages.
- La Lutte. Cuba après l’effondrement de l’URSS. Éditions Vendémiaire, mars 2018, 480 pages.

### Direction d’ouvrages collectifs
- Cuba, un régime au quotidien, Vincent Bloch & Philippe Létrilliart (dir.), Choiseul, Paris, 2011, 224 pages.

### Coordination de numéros spéciaux de revues à comité de lecture
- Istor, n°40, Primavera 2010 « Dos revoluciones : Cuba y Nicaragua », Centro de Investigación y Docencia Económicas (CIDE), México D.F., 216 p. (en collaboration avec Gilles Bataillon).
- Nuevo Mundo Mundos Nuevos, n°8, 2008, « Dossier Cuba : que faire de “la révolution” ? », revue électronique du Centre de Recherche sur les Mondes Américains (EHESS/CNRS) – (en collaboration avec Romy Sánchez Villar).
- Problèmes d’Amérique Latine, n°61/62, Été/Automne 2006, « Cuba : un castrisme sans Fidel ? », Choiseul, Paris, 210 p. (en collaboration avec Gilles Bataillon et Frédérique Langue).
- Communisme, n°85/86, 2006, « Cuba : un univers totalitaire », L’Age d’Homme, Paris, 204 p. (en collaboration avec Gilles Bataillon).

### Chapitres d’ouvrages collectifs
- « Africains-Américains », « Cuba », « Haïti », « Porto-Rico », « République Dominicaine », « Révolution cubaine », in Dictionnaire politique de l’Amérique latine, sous la direction de Gilles Bataillon et d’Annick Lempérière, Vendémiaire, Paris, 2018 (à paraître).
- « Cuba : la nation introuvable », in Le mondial des nations, sous la direction de João Medeiros, Choiseul, Paris, 2011, p. 164-190.
- « Les dédales du régime cubain, 1959-1989 », in Cuba, un régime au quotidien, sous la direction de Vincent Bloch & Philippe Létrilliart, Choiseul, Paris, 2011, p. 9-62.

### Principaux articles (revues à comité de lecture)
- « Compter et catégoriser les victimes du castrisme : un chantier ouvert », Communisme, n°1, 2013, Vendémiaire, Paris, p. 423-430.

- « Egalisation des conditions et formes du racisme à La Havane pendant la période spéciale. Une lecture du roman Las Bestias de Ronaldo Menéndez », Problèmes d’Amérique Latine, n°77, Eté 2010, Choiseul, Paris, p. 119-140.

### Traductions espagnole
- “Igualación de las condiciones y formas del racismo en La Habana durante el periodo especial: una lectura de la novela Las bestias, de Ronaldo Menéndez”, Istor, n°40, Primavera 2010, CIDE, México D.F., p. 55-80.
- « “Alzarse” : les formes d’une pratique, depuis l’époque des palenques jusqu’à l’extinction des derniers groupes de guérilleros anticastristes », Problèmes d’Amérique Latine, n°73, Eté 2009, Choiseul, Paris, p. 115-136.
- « Situations d’attente : les impasses de l’imaginaire national cubain, hier et aujourd’hui », Hérodote, n° 123, 4ème trimestre, 2006, p. 199-222.
- « L’imaginaire de la lutte », Problèmes d’Amérique Latine, n°61/62, Été/Automne 2006, Choiseul, Paris, p. 105-129.
- « Réflexions sur les études cubaines », Communisme, 85/86, 2006, L’Age d’Homme, Paris, p. 9-24.
- « Le rôle de la terreur dans la genèse d’un pouvoir totalitaire à Cuba », Communisme, 85/86, 2006, L’Age d’Homme, Paris, p. 85-115.
- « Le sens de la lutte », Communisme, 85/86, 2006, L’Age d’Homme, Paris, p. 125-147.
- “El sentido de la lucha”, Estudios sociológicos, n°79 (Vol XXVII, n°1, Jan-Avril), 2009, Colegio de México, México D.F., p. 237-266.
- « Réflexions sur la dissidence cubaine », Problèmes d’Amérique Latine, n°57-58, Eté/Automne 2005, p. 215-241.
- “Reflexiones sobre la disidencia cubana”, Análisis Político, n°67, Sept-Dec 2009, IEPRI, Bogotá, Colombie, p. 83-105.
- “Reflexões sobre a dissidência cubana”, Revista Electrônica da Associacão Nacional de Pesquisadores e Professores de História das Américas, n°8, 2010, Brésil.

### Actes de colloques
- « L’expérience de la lutte : la recomposition des normes dans la société cubaine », in L’expérience des situations limites, sous la direction de Gilles Bataillon & Denis Merklen, Karthala, Paris, 2009, p. 127-143.
- « Les rumeurs à Cuba », Nuevo Mundo, Mundos Nuevos, no 7, 2007, CERMA-EHESS-CNRS, Paris.

Traduction espagnole : " Los rumores en Cuba", Encuentro de la cultura cubana, n°48-49, Primavera/verano 2008, Madrid, p. 3-12.

### Valorisation de la recherche
- « L’omniprésident Fulgencio Batista », Historia, numéro spécial (32), nov-dec 2016, p. 58-65.
- « La république en ébullition », Historia, numéro spécial (32), nov-dec 2016, p. 56-57.
- « Cuba : les illusions de la contagion démocratique », Esprit, n°413, mars-avril 2015, p. 178-185.
- « “Ventriloquie” d’Etat à Cuba », Esprit, n°355, juin 2009, p. 161-165.
- « Décrire la prostitution à Cuba » (introduction au récit d’Emilie Sánchez Alfonso « Propriété de l’Etat »), Problèmes d’Amérique Latine, n°69, Eté 2008, Choiseul, Paris, p. 121-124.
- « Comment Fidel Castro a détruit l’opposition », Alternatives Internationales, n°38, Deuxième Trimestre 2008, p. 20-24.
- « Cuba : le syndrome 1984 », Revue des Deux Mondes, mars 2008, Paris, p. 58-64.
- « “Il y a de l’ordre, et beaucoup de travail” : où va Raúl Castro ? » , Esprit, n°338, octobre 2007, p. 173-174.
- « Cuba : aux origines du régime de Fidel Castro », Questions Internationales, n°24, mars/avril 2007, Paris, La documentation Française, p. 116-123.
- « Comment ruiner un pays en trois leçons », in « Dossier Che Guevara : l’autre vérité », Historia, n°720, décembre 2006, p. 58-61.
- « Cuba en l’absence de Fidel », Esprit, n°329, novembre 2006, p. 150-153.
- « Cuba : les vertus du dialogue… », Esprit, n° 311, janvier 2005, p. 169-172.
- « Haïti et la politique identitaire », Esprit, n° 303, mars/avril 2004, p. 301-305.
- « Fin de règne ambiguë à Cuba », Esprit, n°297, août/septembre 2003, p. 193-196.